# Pfunds
Pfunds är en ort och kommun i distriktet Landeck i förbundslandet Tyrolen i Österrike. Kommen har en mycket kort gräns mot Schweiz och en kort gräns mot Italien.